# Everlasting Gift
『Everlasting Gift』（エヴァーラスティング・ギフト）は、田村ゆかりの2枚目のベストアルバム。2012年10月17日にキングレコードから発売された。

## 概要
前作『Sincerely Dears...』から5年ぶりのリリースとなるベストアルバム。12枚目の「星空のSpica」から20枚目の「Endless Story」までのシングル表題曲、および『銀の旋律、記憶の水音。』と『蒼空に揺れる蜜月の小舟。』に収録されている「fancy baby doll」と「Honey Moon」、新曲の「夢色ラビリンス」と「パーティーは終わらない」が収められている。販売形態は初回限定盤と通常盤の2種リリースで、前者には「パーティーは終わらない」のPVとメイキングを収録したDVD、そしてミニ写真集が同梱されている。なお各形態との共通特典として2013年2月27日に行われる予定のイベント「17才だよ!! ゆかりちゃん祭り!!」応募用のシリアルナンバーが封入されている。
タイトルの「Everlasting Gift」は、英語が苦手な田村のために松井が複数候補を考え、最終的に「永久の贈り物」を意味する「Everlasting Gift」が選ばれた。ちなみに「fancy baby doll」と「Honey Moon」の2曲は再レコーディングされている。

## 収録曲
1. 星空のSpica [4:45]
作詞：椎名可憐、作曲・編曲：太田雅友
テレビアニメ『魔法少女リリカルなのはStrikerS』前期エンディングテーマ
2. Beautiful Amulet [4:32]
作詞：椎名可憐、作曲・編曲：太田雅友
テレビアニメ『魔法少女リリカルなのはStrikerS』後期エンディングテーマ
3. バンビーノ・バンビーナ [5:02]
作詞：ふじのマナミ、作曲・編曲：太田雅友
日本テレビ『フライデーTVラボ』エンディングテーマ
文化放送『田村ゆかりのいたずら黒うさぎ』2008年8月 - 2009年1月度オープニングテーマ
4. Tomorrow [4:50]
作詞：渡辺なつみ、作曲：野間康介、編曲：太田雅友
日本テレビ『ポシュレデパート深夜店』12月度テーマソング
PSP用ソフト『グローランサー』オープニングテーマ
5. You & Me feat.motsu from m.o.v.e [4:05]
作詞：羽月美久、Rap Lyrics：motsu、作曲・編曲：小松一也
TBS『カード学園』オープニングテーマ
6. My wish My love [5:24]
作詞：椎名可憐、作曲・編曲：太田雅友
アニメ映画『魔法少女リリカルなのは The MOVIE 1st』エンディングテーマ
7. おしえて A to Z [4:04]
作詞：ふじのマナミ、作曲・編曲：太田雅友
テレビアニメ『B型H系』オープニングテーマ
8. プラチナLover's Day [3:55]
作詞：松井五郎、作曲・編曲：太田雅友
オンラインゲーム『チョコットランド』4周年記念ソング
テレビ東京『アニソ〜ンぷらす』2011年1月度オープニングテーマ
9. Endless Story [3:48]
作詞：松井五郎、作曲・編曲：太田雅友
テレビアニメ『C3 -シーキューブ-』オープニングテーマ
10. fancy baby doll [4:26]
作詞：三井ゆきこ、作曲・編曲：太田雅友
11. Honey Moon [3:29]
作詞：田村ゆかり、作曲・編曲：太田雅友
12. 夢色ラビリンス [5:16]
作詞：松井五郎、作曲：太田雅友、編曲：太田雅友・Effy
田村曰く「絵本の中に迷い込んだような不思議な曲」。内容はダンサーが出演するジャズ調のミュージカル仕立てになっており、テンポチェンジが幾度も繰り返されている[2][2]。
13. パーティーは終わらない feat.motsu from m.o.v.e [3:48]
作詞：村野直球、Rap Lyrics：motsu、作曲・編曲：太田雅友
田村からファンへの感謝の気持ちが込められた楽曲[2]。PVはライブ形式になっており、ファンクラブの会員が客に扮している。募集に際しては白のシャツ、黒のネクタイ、サングラスを着用するよう呼びかけたが、実際には黒のネクタイよりも喪服のネクタイが目立ったという[3]。

DVD（初回限定盤のみ）
1. パーティーは終わらない （MUSIC VIDEO）
2. MAKING

## 演奏
- 田村ゆかり
  - Vocal
  - Wind Chime (#3.7)
- 飯室博：Guitar (#1)
- 増崎孝司：Guitar (#1.3.4.5.7.10.11.12)
- EFFY
  - Piano (#1.2.9.10.11.12.13 )
  - Synthesizer (#9.10.11)
  - Organ (#13)
- 篠崎正嗣ストリングス：Strings (#1.2)
- 太田雅友
  - All Other Instruments (#1.2.3.4.6-13)
  - Guitar (#9.13)
- 鈴木健治：Guitar (#2)
- そうる透：Drums (#2.4.10.11.13)
- 弦一徹ストリングス：Strings (#3.4.9)
- 弦一徹：Strings Arrangement (#4)
- 山口寛雄：Bass (#4.9.13)
- 小松一也：All Other Instruments (#5)
- 秋山浩徳：Guitar (#6)
- 松本圭司：Piano (#6)
- 山田正人：Bass (#6.7.10.11.12)
- 宮田繁男：Drums (#6)
- 四家卯大ストリングス：Strings (#6)
- 土方隆行：Guitar (#8)
- 安部潤：Piano (#8)
- 矢野小百合：Violin (#8)
- 吉田太郎：Drums (#9)
- 竹上良成：Sax (#10.11)
- 鈴木正則、松下理三郎：Trumpet (#11)
- 佐藤洋樹：Trombone (#11)
- 川村ゆみ：Chorus (#13)

## チャート
| チャート（2013年）         | 最高位 |
| -------------------------- | ------ |
| オリコン週間               | 15     |
| オリコン月間               | 11     |
| Billboard JAPAN Top Albums | 3      |
| サウンドスキャンジャパン   | 4      |